# Matthew Taylor (politikus)
Matthew Owen John Taylor (1963. január 3. –) brit politikus. A cornwalli Truro és St Austell választókerület Liberális Demokrata párti képviselője volt.

## Fiatalkora
Matthew Taylor Kenneth Taylor, egy televíziós forgatókönyvíró gyermeke. Apjának legismertebb munkája a Jewel in the Crown.
2008 márciusában találkozott szülőanyjával, és kiderült, hogy dédapja Sir Percy Harris liberális parlamenti képviselő volt.
A Treliske School előkészítő iskolába (mai neve Truro School Prep) járt Truróban, majd a magánfenntartású University College Schoolba járt Hampsteadbe.
Fiatal korától politikailag aktív. Taylor már 1979-ben, 16 évesen részt vett először részt választáson, és a cornwalli antinukleáris szövetséghez is már 17 éves korában csatlakozott. Miután ösztöndíjat nyert Oxfordban a Lady Margaret Hallban filozófiát, politikát és közgazdaságtant tanult, ahol az Oxfordi Diákegyesület Elnökévé választották. Ezt a posztot 1985-6-tól töltötte be, egy szélsőjobboldali koalíciót vezetve.

## Parlamenti képviselő
1986-ban az akkori trurói parlamenti képviselő, David Penhaligon gazdasági elemzőjévé nevezték ki, azonban 1986 karácsonya után a St. Austell-i Postánál Penhaligon halálos autóbalesetet szenvedett el, amit követően Taylort választották meg a következő, előrehozott választáson indítandó liberális demokrata jelöltnek, s ezt a választást meg is nyerte. Néhány hónappal később elindult az 1987-es parlamenti választásokon. 24 évesen ő volt a parlament legfiatalabb képviselője, s így a ház legfiatalabb tagja (magyar viszonylatban korjegyző), s ezt a címet Charles Kennedytől vette át, s ezt követően 10 évig viselte. Mivel híres volt, könnyen hozzá tudott férni a politikai médiához és televíziós műsorokhoz, többek között a BBC Question Time című műsorához, míg mivel kis párt képviselője volt, könnyen az első sorba tudott kerülni, s itt a helyi önkormányzatokkal foglalkozó szóvivő lett. Taylornak állandó választókerületi hivatala is volt St Austellben, és évente egy utazással egybekötött felmérést készített, melynek keretében egy fekete és világos citromsárga karavánt vonultat végig a terület körül.
Taylor támogatóit tekintve sikeresnek volt mondható. Segítői közé tartozott Paddy Ashdown és Charles Kennedy, kiknek sikeres választási kampányát Ashdown visszavonulását követően Taylor vezette. Jutalmul ő lett a párt pénzügyi szóvivője, s ebben a posztjában támadta is a Munkáspártot, mivel az úgy döntött, nem csökkenti a jövedelemadót, sőt, a 100 000 font feletti keresettel rendelkezők ezen adón keresztül jövedelmük 50%-át fizetik be a költségvetésbe. Szintén ő volt a párt környezetvédelemért felelős szóvivője.
2007 elején bejelentette, hogy a következő általános választásokon már nem indul. Szintén az országban tartandó következő választástól kezdődően az országgyűlési választókerületeket Cornwallban átalakítják.

## Magánélete
Taylor 2007-ben elvette az 1973-ban született Vicky Garnert, a Surfers Against Sewage lobbicsoport vezetőjét. A párnak két fia van, Jacob Oscar Heywood Taylor, aki 2008. február 22-én cornwalli házukban. és Arthur Simon Rowan Taylor, aki 2006. november 18-án a londoni St Thomas' hospitalben született. Jelenleg két helyen, a Taylor választókerületében lévő Clay Districtben álló villában, St Dennis mellett és egy londoni lakásban élnek. 2008 februárjára újabb gyermeket várnak.
Taylornak van egy sajátkezűleg helyreállított British Racing Green 1967 MG MGB autója, mellyel szeret Cornwall körül vidéket járni. Minden augusztusban elmegy egy tornazsákkal és egy repülőjeggyel, mindig máshova. Olyan helyeket látogat meg a lehető legkevesebb kiadással, mint Afrika, Ázsia és Dél-Amerika.

## Fordítás
- Ez a szócikk részben vagy egészben  a   Matthew Taylor (politician) című angol Wikipédia-szócikk ezen változatának fordításán alapul.  Az eredeti cikk szerkesztőit annak laptörténete sorolja fel. Ez a jelzés csupán a megfogalmazás eredetét és a szerzői jogokat jelzi, nem szolgál a cikkben szereplő információk forrásmegjelöléseként.

## Külső hivatkozások
- Matthew Taylor hivatalos honlapja
- Matthew Taylor jellemzése a liberális demokratáknál
- ePolitix.com – Matthew Taylor Archiválva 2005. április 30-i dátummal a Wayback Machine-ben
- Guardian Politics – Ask Aristotle: Matthew Taylor MP
- TheyWorkForYou.com – Matthew Taylor MP
- The Public Whip – Matthew Taylor voting record
- BBC News – Matthew Taylor Archiválva 2007. október 21-i dátummal az Archive.is-en jellemzése 2006. március 16.
- February 2007 Guardian cikk
- 2006. november: fiú született[halott link]